# كريس دونلاب
كريس دونلاب (بالإنجليزية: Chris Dunlap)‏ هو لاعب كرة قدم أمريكية ولاعب كرة قدم كندية أمريكي، ولد في 16 نوفمبر 1985 في ميرامار في الولايات المتحدة.